# Church of All Saints (Oystermouth)

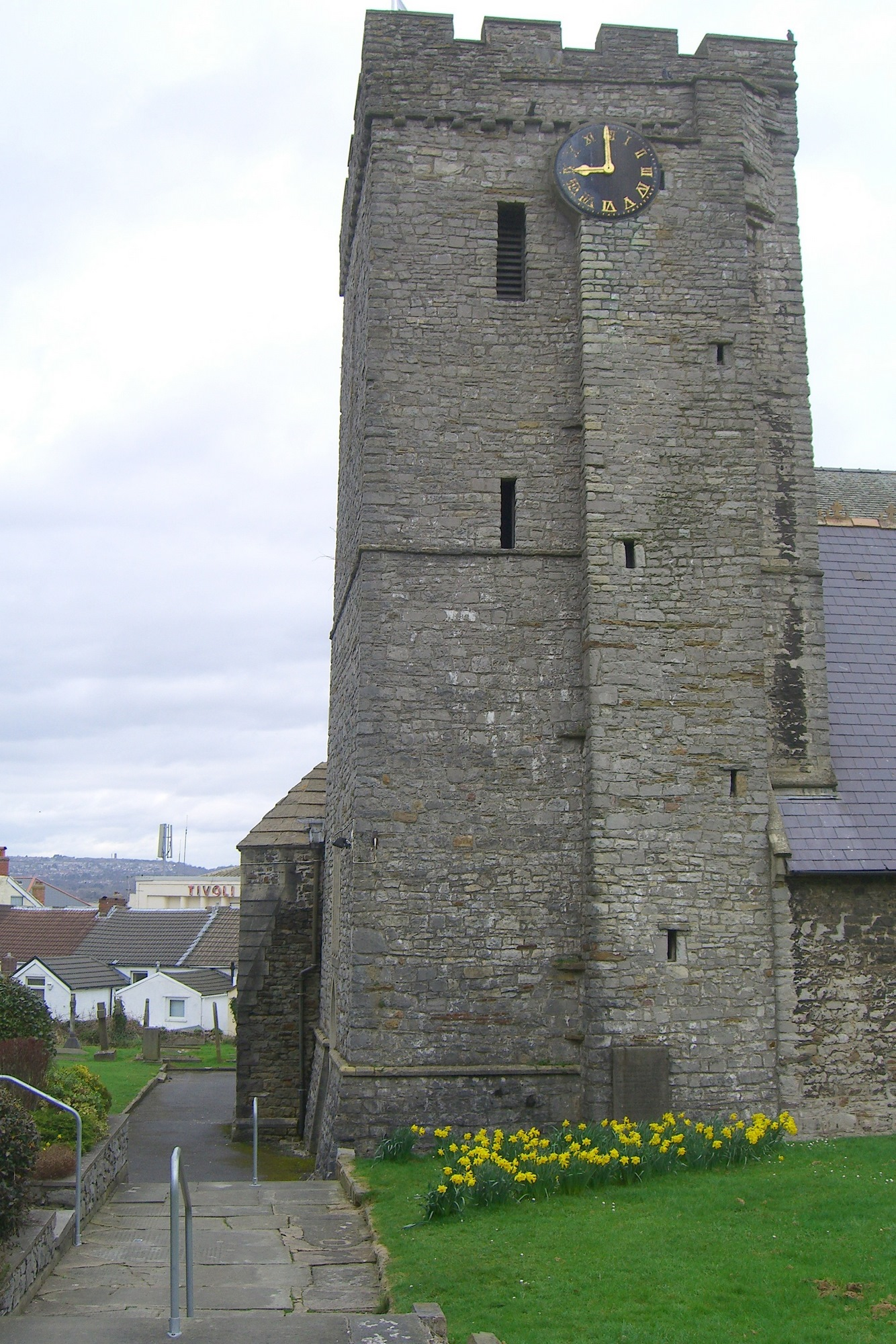
Der Westturm der Kirche

Die Church of All Saints ist eine Kirche auf der Halbinsel Gower. Die als Kulturdenkmal der Kategorie Grade II geschützte Kirche liegt auf einer kleinen Anhöhe in einer Grünfläche inmitten des Ortskerns von Oystermouth, einem Ortsteil von Mumbles. 

## Geschichte
Die Kirche wurde erstmals 1141 erwähnt, als sie von dem normannischen Lord Maurice de Londres dem Benedektinerpriorat Ewenny gestiftet wurde. Sie wurde vermutlich auf den Resten einer antiken Villa aus der Römerzeit errichtet, die bei der Erweiterung im 19. Jahrhundert entdeckt wurden. 1337 wurde die Kirche dem Hospital von St David in Swansea unterstellt. Nach der Reformation verarmte die Kirchengemeinde und die Kirche wurde zeitweise vernachlässigt. Nachdem Oystermouth im 19. Jahrhundert als Ferienort einen Aufschwung erlebte, wurde die alte Kirche für die wachsende Gemeinde zu klein, weshalb das mittelalterliche Kirchenschiff 1860 um ein Seitenschiff erweitert wurde. 1873 wurde die Sakristei angebaut. Auch die vergrößerte Kirche erwies sich bald als zu klein, weshalb 1915 das angebaute Seitenschiff wieder abgerissen und nach Plänen von Leonard William Barnard durch ein großes Kirchenschiff im neugotischen Stil ersetzt wurde. Wegen des Ersten Weltkriegs wurde der Anbau lange Zeit nicht fertiggestellt und erst 1937 abgeschlossen. Seitdem dient die alte mittelalterliche Kirche als Seitenschiff der neuen Kirche. 
Die Kirche ist heute die Pfarrkirche der  Parish of Oystermouth, einer Pfarrei der Diözese Swansea und Brecon der Church in Wales. 

## Baubeschreibung
Die mittelalterliche und die neugotische Kirche sind parallel zueinander aneinandergebaut. Der südliche Teil ist die mittelalterliche, im 13. Jahrhundert erbaute Kirche mit einem zinnengekrönten normannischen Westturm sowie einem kleineren Chor. Die größere Kirche im Perpendicular Style besitzt ein nördliches Querhaus und ein nördliches Seitenschiff, das mittelalterliche Kirchenschiff dient als südliches Seitenschiff. Der mittelalterliche Chor dient als Lady Chapel. Die Kirche ist aus Bruchsteinen erbaut, jede der beiden Kirchen besitzt ein eigenes Schieferdach.
Der Innenraum aus unverputzten Bruchsteinen besitzt ein hohes hölzernes Satteldach. Das mittelalterliche südliche Seitenschiff ist durch drei Arkaden getrennt, die fünf niedrigeren Arkaden zum nördlichen Seitenschiff stammen noch aus dem Anbau von 1860 und wurden während der Erweiterung versetzt. Das verputzte südliche Seitenschiff besitzt ebenfalls ein hölzernes Satteldach, das nördliche Seitenschiff ein hölzernes Pultdach. Der Hochaltar und die hölzerne Kanzel sind neugotisch, der Chor ist durch einen steinernen Chorbogen sowie durch einen hölzernen Lettner abgetrennt, der als Kriegerdenkmal für die 98 im Ersten Weltkrieg gefallenen Mitglieder der Pfarrgemeinde dient. Das quadratische, steinerne Taufbecken stammt aus dem 12. oder 13. Jahrhundert und besitzt einen hölzernen, 1915 gestifteten Aufsatz. Die Lady Chapel besitzt an der Ostseite drei Lanzettfenster aus dem 13. Jahrhundert, die Buntglasfenster stammen aus dem 19. Jahrhundert. Die übrigen Buntglasfenster in der Kirche stammen aus dem späten 19. und aus dem 20. Jahrhundert. Im nördlichen Seitenschiff befindet sich das 1977 geschaffene Lifeboat-Fenster, das an die acht Seenotretter aus Oystermouth erinnert, die am 23. April 1947 während des Versuchs, die Besatzung des gestrandeten Schiffes Samtampa zu retten, ertrunken sind. Neben den acht Seenotrettern kamen bei diesem Schiffsunglück auch alle 39 Besatzungsmitglieder der Samtampa ums Leben.

## Sonstiges
Der ehemalige Erzbischof von Canterbury Rowan Williams war als Kind Messdiener und Chorsänger der Kirchengemeinde. Auf der Nordseite des Kirchshof liegt der Arzt und Shakespeareforscher Thomas Bowdler begraben.